# Чемпионат Европы по лёгкой атлетике 2018 — эстафета 4×400 метров (женщины)
Соревнования в эстафете 4×400 метров у женщин на чемпионате Европы по лёгкой атлетике 2018 года прошли 10 и 11 августа в Берлине на Олимпийском стадионе.
К соревнованиям были допущены 16 сильнейших сборных Старого Света, определявшиеся по сумме двух лучших результатов, показанных в период с 1 января 2017 года по 22 июля 2018 года.
Действующим чемпионом Европы в эстафете 4×400 метров являлась сборная Великобритании.

## Медалисты
| Золото | Серебро                                                                                         | Бронза |
| Польша · Малгожата Голуб-Ковалик · Ига Баумгарт-Витан · Патриция Выцишкевич · Юстина Свенти-Эрсетич · Наталья Качмарек · Мартина Домбровская | Франция · Элеа-Марьяма Диарра · Дебора Сананес · Агнес Рааролаи · Флория Гей · Эстель Перроссье | Великобритания · Зои Кларк · Аника Онуора · Эми Оллкок · Эйлид Дойл · Финетт Агьяпонг · Мэри Абичи · Эмили Даймонд |

## Рекорды
До начала соревнований действующими были следующие рекорды.
| Мировой рекорд                   | СССР · Татьяна Ледовская · Ольга Назарова · Мария Пинигина · Ольга Брызгина     | 3.15,17 | Сеул, Южная Корея      | 1 октября 1988  |
| Рекорд Европы                    | СССР · Татьяна Ледовская · Ольга Назарова · Мария Пинигина · Ольга Брызгина     | 3.15,17 | Сеул, Южная Корея      | 1 октября 1988  |
| Рекорд чемпионатов Европы        | ГДР · Кирстен Эммельман · Сабине Буш · Петра Мюллер · Марита Кох                | 3.16,87 | Штутгарт, ФРГ          | 31 августа 1986 |
| Лучший результат сезона в мире   | Ямайка · Кристин Дэй · Анастасия Лерой · Джанив Расселл · Стефени Энн Макферсон | 3.24,00 | Голд-Кост, Австралия   | 14 апреля 2018  |
| Лучший результат сезона в Европе | Франция · Элеа-Марьяма Диарра · Синтия Анаис · Дебора Сананес · Флория Гей      | 3.25,91 | Лондон, Великобритания | 14 июля 2018    |

## Расписание
| Дата            | Время | Раунд соревнований     |
| --------------- | ----- | ---------------------- |
| 10 августа 2018 | 13:40 | Предварительные забеги |
| 11 августа 2018 | 21:50 | Финал                  |

Время местное (UTC+2:00)

## Результаты
Обозначения: Q — Автоматическая квалификация | q — Квалификация по показанному результату | WR — Мировой рекорд | ER — Рекорд Европы | CR — Рекорд чемпионатов Европы | NR — Национальный рекорд | NU23R — Национальный рекорд среди молодёжи | WL — Лучший результат сезона в мире | EL — Лучший результат сезона в Европе | SB — Лучший результат в сезоне | DNS — Не стартовали | DNF — Не финишировали | DQ — Дисквалифицированы

### Предварительные забеги
Квалификация: первые 3 команды в каждом забеге (Q) плюс 2 лучших по времени (q) проходили в финал.
| Место | Команда                                                                                      | Забег | Результат | Примечания |
| ----- | -------------------------------------------------------------------------------------------- | ----- | --------- | ---------- |
| 1     | Италия (Мария Бенедикта Чигболу, Айомиде Фолорунсо, Рафаэла Лукудо, Либания Гренот)          | 1     | 3:27.63   | Q, SB      |
| 2     | Великобритания (Зои Кларк, Финетт Агьяпонг, Мэри Абичи, Эмили Даймонд)                       | 1     | 3:28.12   | Q          |
| 3     | Польша (Малгожата Голуб-Ковалик, Патриция Выцишкевич, Наталья Качмарек, Мартина Домбровская) | 2     | 3:28.52   | Q          |
| 4     | Франция (Элеа-Марьяма Диарра, Агнес Рааролаи, Дебора Сананес, Эстель Перроссье)              | 2     | 3:28.61   | Q          |
| 5     | Бельгия (Камиль Лаус, Синтия Болинго, Жюстин Грийе, Ханне Клас)                              | 2     | 3:30.62   | Q          |
| 6     | Германия (Надин Гонска, Коринна Шваб, Каролина Палицш, Ханна Мергенталер)                    | 1     | 3:31.77   | Q, SB      |
| 7     | Румыния (Андреа Миклос, Кристина Бэлан, Санда Белгян, Бьянка Рэзор)                          | 2     | 3:31.95   | q, SB      |
| 8     | Словакия (Эмма Заплеталова, Ивета Путалова, Даниэла Ледецкая, Александра Безекова)           | 1     | 3:32.11   | q, SB      |
| 9     | Швеция (Матильда Хелльквист, Моа Ельмер, Жозефин Магнуссон, Лиза Даффи)                      | 2     | 3:32.61   | SB         |
| 10    | Швейцария (Фанетт Юмер, Робин Шюрман, Рейчел Пелло, Ясмин Жиже)                              | 1     | 3:32.86   |            |
| 11    | Испания (Лаура Буэно, Эрминия Парра, Кармен Санчес, Аури Лорена Бокеса)                      | 1     | 3:33.18   |            |
| 12    | Португалия (Ривинилда Ментай, Жослин Монтейру, Катя Азеведу, Дороте Эвора)                   | 1     | 3:33.35   | SB         |
| 13    | Греция (Анна Василиу, Деспина Мурта, Евангелия Зигори, Ирини Василиу)                        | 2     | 3:34.69   |            |
| 14    | Ирландия (Шинед Денни, Софи Беккер, Дависия Паттерсон, Клер Муни)                            | 1     | 3:35.96   | SB         |
| 15    | Литва (Ева Мисюнайте, Модеста Мораускайте, Габия Галвидите, Эрика Круминайте)                | 2     | 3:37.73   |            |
| 16 !  | Украина (Екатерина Климюк, Мария Николенко, Анастасия Брызгина, Татьяна Мельник)             | 2     | DQ        |            |

### Финал

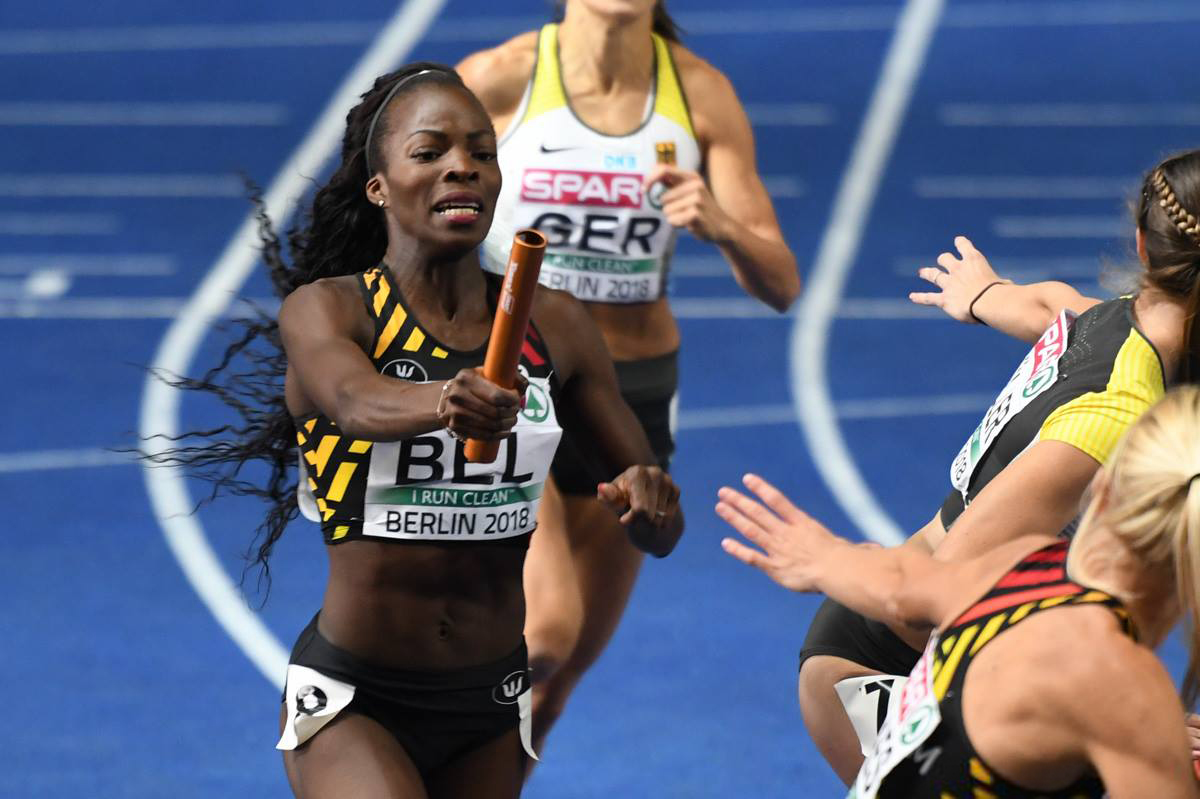
Синтия Болинго (Бельгия)
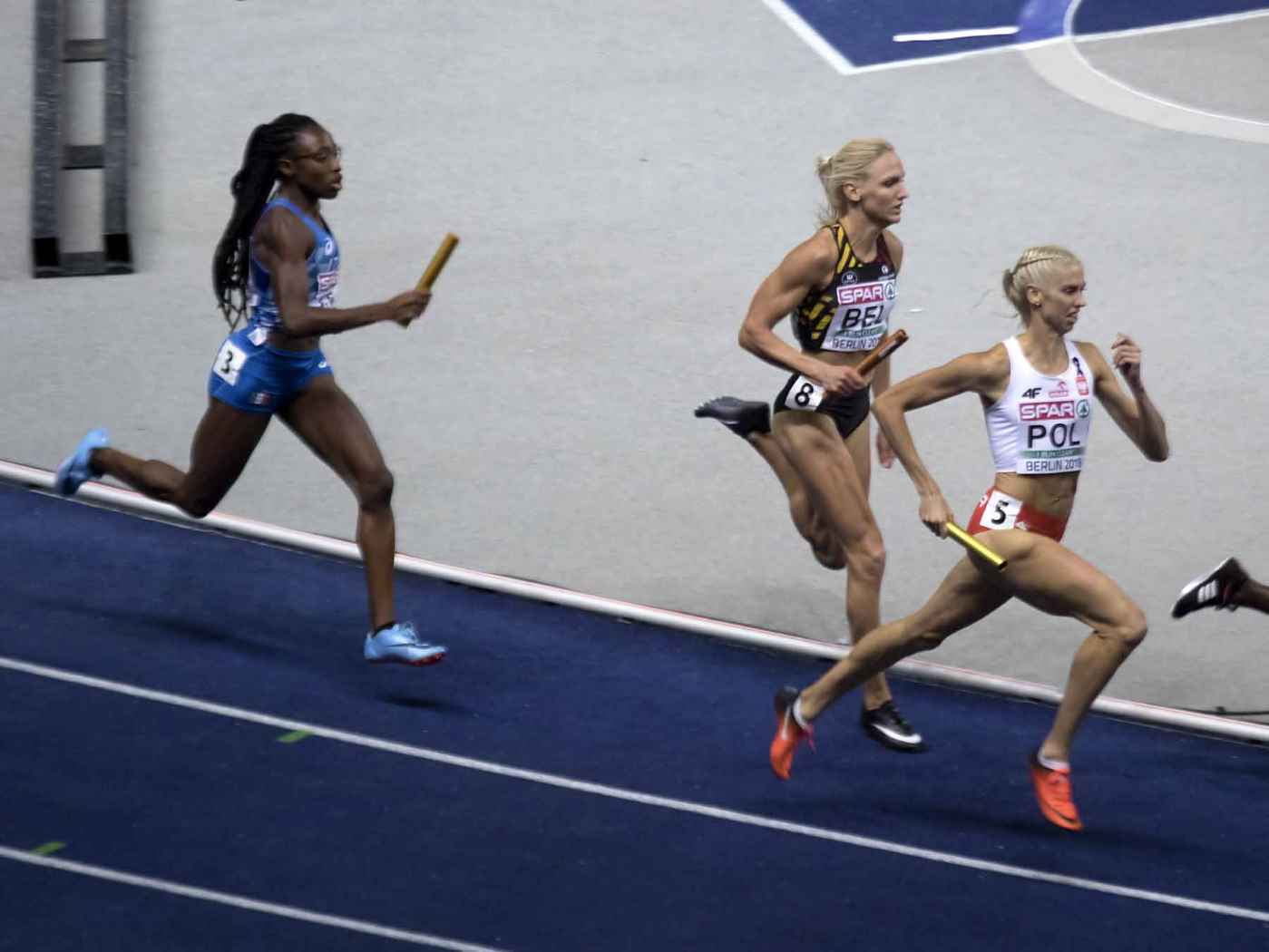
Второй этап
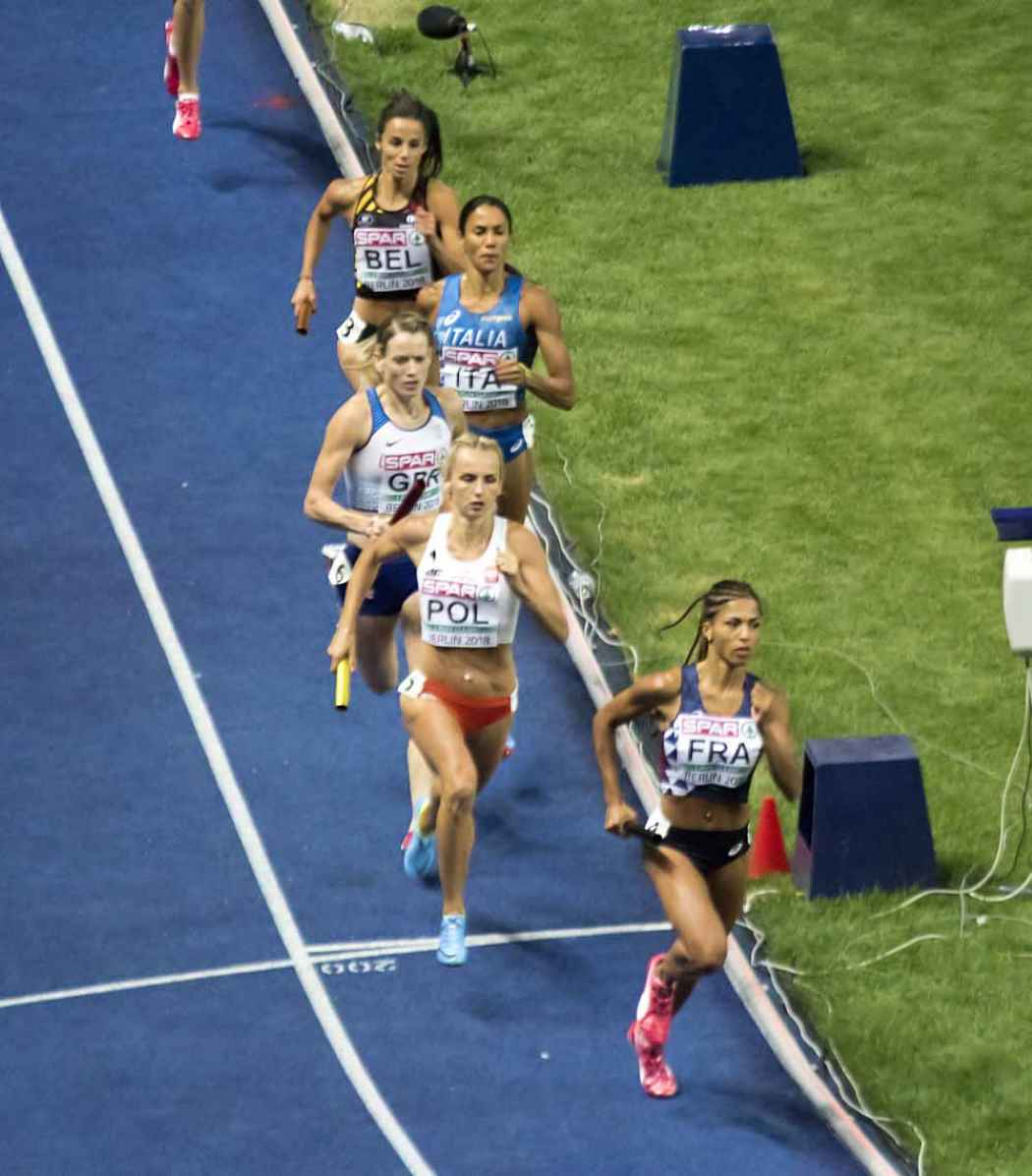
Заключительный этап. Флория Гей лидирует за 200 метров до финиша

Финал в эстафете 4×400 метров у женщин состоялся 11 августа 2018 года. Спустя всего полтора часа после исторической победы в финале бега на 400 метров на старт в эстафете вновь вышла Юстина Свенти-Эрсетич из Польши. Ей удалось завоевать вторую золотую медаль за вечер: она была добыта на заключительной прямой в противостоянии с Флорией Гей из Франции. Гей также участвовала в индивидуальном финале (заняла 7-е место), как и ещё одна польская бегунья Ига Баумгарт-Витан (5-е место). Сборная Польши впервые стала чемпионом Европы в женской эстафете 4×400 метров. Её результат (3.26,59) оказался худшим среди победителей первенства Старого Света после 1971 года.
| Место | Команда                                                                                          | Результат | Примечания |
| ----- | ------------------------------------------------------------------------------------------------ | --------- | ---------- |
| 1     | Польша (Малгожата Голуб-Ковалик, Ига Баумгарт-Витан, Патриция Выцишкевич, Юстина Свенти-Эрсетич) | 3:26.59   |            |
| 2     | Франция (Элеа-Марьяма Диарра, Дебора Сананес, Агнес Рааролаи, Флория Гей)                        | 3:27.17   |            |
| 3     | Великобритания (Зои Кларк, Аника Онуора, Эми Оллкок, Эйлид Дойл)                                 | 3:27.40   |            |
| 4     | Бельгия (Синтия Болинго, Ханне Клас, Жюстин Грийе, Камиль Лаус)                                  | 3:27.69   | NR         |
| 5     | Италия (Мария Бенедикта Чигболу, Айомиде Фолорунсо, Рафаэла Лукудо, Либания Гренот)              | 3:28.62   |            |
| 6     | Германия (Надин Гонска, Лаура Мюллер, Каролина Палицш, Ханна Мергенталер)                        | 3:30.33   | SB         |
| 7     | Румыния (Андреа Миклос, Кристина Бэлан, Санда Белгян, Бьянка Рэзор)                              | 3:32.15   |            |
| 8     | Словакия (Эмма Заплеталова, Ивета Путалова, Даниэла Ледецкая, Александра Безекова)               | 3:32.22   |            |